# مجزرة أربيل (1996)
وقعت مجزرة أربيل أثناء مداهمات القوات المسلحة العراقية لمقر الجبهة التركمانية العراقية في أربيل، ما أسفر عن مقتل 48 شخصًا واعتقال 38 آخرين، في 31 أغسطس 1996.

## أحداث المجزرة
انسحبت القوات العراقية من إقليم كردستان العراق بعد انتصار المتمردين الأكراد خلال الانتفاضة الشعبانية في عام 1991. وقد منحت السلطات الكردية، وخاصة الحزب الديمقراطي الكردستاني الذي كان يسيطر على أربيل، اللجوء للجبهة التركمانية العراقية، وسمحت لها بالعمل داخل المنطقة وفتح مدارس تركمانية، مما أدى إلى وجود كبير للجبهة التركمانية العراقية في المدينة.
وقعت المجزرة خلال ذروة الحرب الأهلية في كردستان العراق، حيث دخلت القوات المسلحة العراقية إلى أربيل بعد أن أرسل زعيم الحزب الديمقراطي الكردستاني، مسعود بارزاني، رسالة إلى صدام حسين طالبًا مساعدته في القتال ضد جلال طالباني وإبعاد الاتحاد الوطني الكردستاني عن أربيل. استجاب صدام حسين بإرسال 45,000 جندي في 31 أغسطس 1996. ورغم أن بارزاني لم يأمر بارتكاب المجزرة أو يذكر التركمان العراقيين، إلا أن القوات العراقية استغلت الدعوة كفرصة لمعاقبة المعارضين السياسيين التركمان العراقيين الذين فروا من حكم البعث، فقامت بمداهمة أكثر من 30 مبنى تابع للجبهة التركمانية العراقية و38 مدرسة ومركزًا ثقافيًا تركمانيًا، واعتقلت 38 شخصًا، وأخذت 48 آخرين إلى مكان مجهول قبل إعدامهم ودفنهم. ويُحتمل أن الحزب الديمقراطي الكردستاني تجاهل المجزرة لتجنب إغضاب القوات العراقية والحفاظ على الدعم العسكري العراقي ضد الاتحاد الوطني الكردستاني.
في نفس اليوم، قام الحزب الديمقراطي الكردستاني بأسر 13 من قوات الاتحاد الوطني الكردستاني في أربيل وأعدمهم بوحشية. كما قامت القوات العراقية بإعدام 700 مقاتل من الاتحاد الوطني الكردستاني والمؤتمر الوطني العراقي على أطراف أربيل. انسحبت القوات العراقية لاحقًا بعد إعادة السيطرة على أربيل إلى الحزب الديمقراطي الكردستاني، وتمكن الأخير من دفع قوات الاتحاد الوطني الكردستاني إلى الحدود العراقية الإيرانية، حيث تدخلت الولايات المتحدة لمنع حدوث مجزرة أخرى وأجلت أكثر من 6,000 مقاتل من الاتحاد الوطني الكردستاني من العراق. سيطر الحزب الديمقراطي الكردستاني على معقل الاتحاد الوطني الكردستاني في السليمانية، إلا أن الاتحاد الوطني استعاد السيطرة عليه في أكتوبر.
وفي عام 2018، قال آيدن معروف سليم، أحد قادة الجبهة التركمانية العراقية، إن القوات المسلحة التابعة لنظام البعث بقيادة صدام حسين قد أعدمت 48 تركمانيًا دون محاكمة، وأضاف أن "المرحلة السابقة من تاريخ العراق شهدت العديد من المحاولات لطمس الوجود التركماني سياسيًا وثقافيًا واجتماعيًا في البلاد." كما صرح هيمداد صباح بلال، رئيس فرع أربيل للجبهة التركمانية العراقية، بأن العديد من الأنظمة العراقية بعد انهيار الدولة العثمانية مارست سياسات الضغط على التركمان العراقيين وسعت إلى القضاء على هويتهم. وفي عام 2022، صرحت جمعية التركمان العراقيين: «في الذكرى السادسة والعشرين لمجزرة أربيل، نستذكر شهداءنا الذين ساروا نحو الشهادة في سبيل الوطن، الأمة، العلم، والحرية بكل احترام، ومحبة، وحنين. نسأل الله أن ترقد أرواحهم بسلام وأن يكون مثواهم الجنة».
كما صرح أرشد الصالحي قائلًا: «قبل أكثر من ربع قرن، تحديدًا قبل 26 عامًا، حدثت إبادة التركمان في أربيل. نستذكر أبطالنا الذين استشهدوا في مجزرة أربيل في 31 أغسطس 1996، أحد أكثر الأحداث ألمًا في تاريخنا الحديث، بكل احترام ورحمة».

## وصلات خارجية
- خيانة 31 آب 1996 وعاصفة الثأر في (حوار العمر)
- تركمان العراق يحيون الذكرى 26 لمجزرة أربيل
- خيانة 31 آب..وثائق وحقائق وادانات